# Tipsport Hockey Cup 2002

## Skupina A
| Poř. | Tým                 | Z | V | R | P | VG | OG | B |
| ---- | ------------------- | - | - | - | - | -- | -- | - |
| 1.   | HC Vsetín           | 6 | 4 | 1 | 1 | 21 | 11 | 9 |
| 2.   | HC Vítkovice        | 6 | 2 | 2 | 2 | 13 | 23 | 6 |
| 3.   | HC Havířov Panthers | 6 | 2 | 1 | 3 | 21 | 18 | 5 |
| 4.   | HC Oceláři Třinec   | 6 | 1 | 2 | 3 | 14 | 17 | 4 |

### Výsledky
- Vsetín - Vítkovice 7-1 (1-0,3-1,3-0)
- Havířov - Třinec 6-4 (1-0,1-2,4-2)
- Vítkovice - Třinec 3-1 (1-1,2-0,0-0)
- Vsetín - Havířov 4-1 (1-1,3-0,0-0)
- Havířov - Vítkovice 4-4 (1-1,2-2,1-1)
- Třinec - Vsetín 3-3 (1-1,0-0,2-2)
- Vítkovice - Vsetín 4-1 (2-1,1-0,1-0)
- Třinec - Havířov 3-1 (0-0,2-1,1-0)
- Třinec - Vítkovice 1-1 (1-0,0-0,0-1)
- Havířov - Vsetín 0-3 (0-0,0-1,0-2)
- Vítkovice - Havířov 0-9 (0-4,0-4,0-1)
- Vsetín - Třinec 3-2 (2-1,0-0,1-1)

## Skupina B
| Poř. | Tým                   | Z | V | R | P | VG | OG | B |
| ---- | --------------------- | - | - | - | - | -- | -- | - |
| 1.   | HC JME Znojemští Orli | 6 | 4 | 0 | 2 | 22 | 8  | 8 |
| 2.   | HC Hame Zlín          | 6 | 4 | 0 | 2 | 19 | 15 | 8 |
| 3.   | HC České Budějovice   | 6 | 3 | 0 | 3 | 13 | 19 | 6 |
| 4.   | HC Dukla Jihlava      | 6 | 1 | 0 | 5 | 4  | 16 | 2 |

### Výsledky
- Znojmo - České Budějovice 6-1 (3-0,1-1,2-0)
- Zlín - Jihlava 2-0 (2-0,0-0,0-0)
- České Budějovice - Jihlava 2-0 (0-0,0-0,2-0)
- Znojmo - Zlín 3-4 (2-0,0-2,1-2)
- Jihlava - Znojmo 0-6 (0-1,0-4,0-1)
- České Budějovice - Znojmo 2-1 (0-0,1-1,1-0)
- Jihlava - Zlín 3-1 (0-0,1-1,2-0)
- Jihlava - České Budějovice 1-2 (1-1,0-0,0-1)
- Zlín - Znojmo 1-3 (0-0,1-1,0-2)
- Znojmo - Jihlava 3-0 (1-0,1-0,1-0)
- České Budějovice - Zlín 3-6 (1-1,0-1,2-4)
- Zlín - České Budějovice 5-3 (1-2,3-1,1-0)

## Skupina C
| Poř. | Tým                         | Z | V | R | P | VG | OG | B |
| ---- | --------------------------- | - | - | - | - | -- | -- | - |
| 1.   | HC Chemopetrol Litvínov     | 6 | 4 | 1 | 1 | 23 | 21 | 9 |
| 2.   | HC Slavia Praha             | 6 | 4 | 0 | 2 | 22 | 15 | 8 |
| 3.   | Bílí Tygři Liberec          | 6 | 1 | 2 | 3 | 20 | 26 | 4 |
| 4.   | HC IPB Pojišťovna Pardubice | 6 | 1 | 1 | 4 | 18 | 21 | 3 |

### Výsledky
- Liberec - Litvínov 4-6 (1-2,2-3,1-1)
- Slavia Praha - Litvínov 6-0 (1-0,2-0,3-0)
- Liberec - Slavia Praha 1-3 (1-1,0-1,0-1)
- Slavia Praha - Pardubice 4-2 (1-2,0-0,3-0)
- Litvínov - Liberec 4-4 (0-1,1-3,3-0)
- Litvínov - Slavia Praha 5-2 (3-0,0-1,2-1)
- Liberec - Pardubice 4-3 (0-0,3-1,1-2)
- Pardubice - Slavia Praha 4-1 (1-0,0-0,3-1)
- Slavia Praha - Liberec 6-3 (1-1,2-0,3-2)
- Pardubice - Litvínov 2-3 (0-1,1-0,1-2)
- Litvínov - Pardubice 5-3 (1-1,0-0,4-2)
- Pardubice - Liberec 4-4 (2-1,1-2,1-1)

## Skupina D
| Poř. | Tým                     | Z | V | R | P | VG | OG | B |
| ---- | ----------------------- | - | - | - | - | -- | -- | - |
| 1.   | HC Sparta Praha         | 6 | 3 | 1 | 2 | 19 | 11 | 7 |
| 2.   | HC Keramika Plzeň       | 6 | 2 | 3 | 1 | 16 | 16 | 7 |
| 3.   | HC Energie Karlovy Vary | 6 | 3 | 0 | 3 | 14 | 19 | 6 |
| 4.   | HC Vagnerplast Kladno   | 6 | 1 | 2 | 3 | 10 | 13 | 4 |

### Výsledky
- Karlovy Vary - Plzeň 1-5 (1-1,0-1,0-3)
- Plzeň - Sparta Praha 2-2 (0-1,2-1,0-0)
- Kladno - Karlovy Vary 0-1 (0-0,0-0,0-1)
- Sparta Praha - Karlovy Vary 2-1 (1-0,0-0,1-1)
- Plzeň - Kladno 2-2 (1-0,0-0,1-2)
- Kladno - Sparta Praha 3-2 (0-1,3-0,0-1)
- Kladno - Plzeň 2-2 (0-0,1-1,1-1)
- Karlovy Vary - Sparta Praha 5-4 (3-0,0-2,2-2)
- Karlovy Vary - Kladno 4-3 (2-1,1-2,1-0)
- Sparta Praha - Kladno 2-0 (0-0,0-0,2-0)
- Sparta Praha - Plzeň 7-0 (3-0,1-0,3-0)
- Plzeň - Karlovy Vary 5-2 (3-2,1-0,1-0)

## Semifinále
- HC Vsetín - HC JME Znojemští Orli 3:4 OT (0:0, 1:1, 2:2, 0:1)
- HC Chemopetrol Litvínov - HC Sparta Praha 3:1 (1:1, 2:0, 0:0)

## Finále
- HC Chemopetrol Litvínov - HC JME Znojemští Orli 3:2 OT (0:1, 2:0, 0:1, 1:0)